# Сусо
Хесу́с Хоаки́н Ферна́ндес Са́эс де ла То́рре (исп. Jesús Joaquín Fernández Sáez de la Torre, испанское произношение: [xeˈsus xoaˈkiɱ feɾˈnandeθ ˈsaenθ ðe la ˈtore]; род. 19 ноября 1993, Кадис), также известный как Су́со (исп. Suso, испанское произношение: [ˈsuso]), — испанский футболист, атакующий полузащитник клуба «Кадис». Выступал за сборную Испании. Чемпион Европы среди юношей до 19 лет.

## Ранние годы
Сусо с 12 лет начал играть за молодёжную команду «Кадиса». Он привлёк внимание своей игрой в возрасте 15 лет, когда в одном из матчей предсезонных сборов 2009 года был признан игроком матча. Летом 2010 года Сусо подписал контракт с академией «Ливерпуля».

## Клубная карьера
19 ноября 2010 года он отметил 17-летие подписанием первого профессионального контракта с «Ливерпулем».

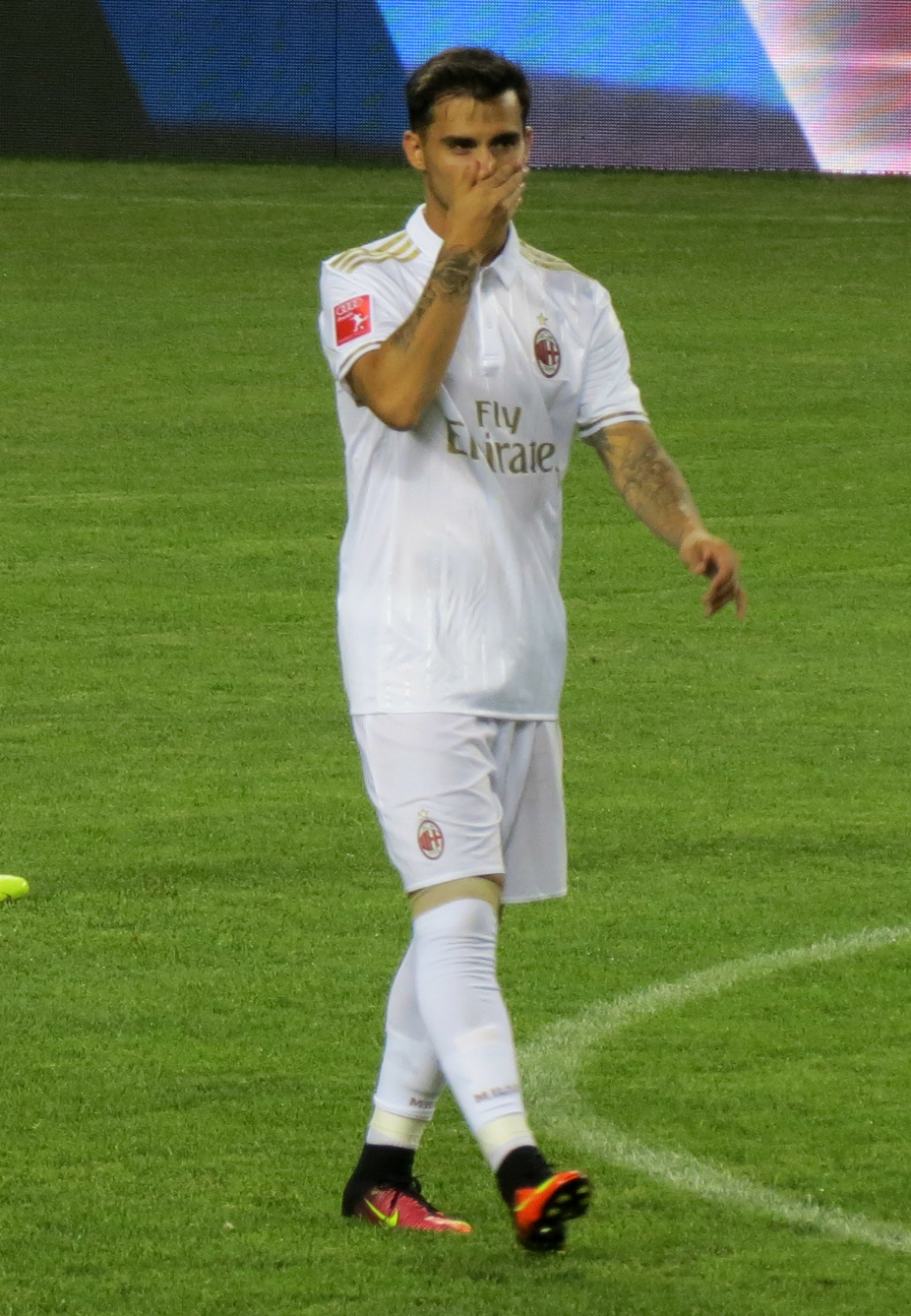
Сусо в составе «Милана» в 2016 году.

12 июля 2013 года на правах годичной аренды перешёл в «Альмерию». Первый гол за новый клуб забил в матче против «Леванте». Всего за сезон провёл 35 матчей во всех турнирах и забил 3 гола.
Летом 2015 стал игроком итальянского «Милана».
4 января 2016 года перешёл на правах аренды в «Дженоа» до конца сезона. Первый гол за «Дженоа» забил в матче против «Палермо».
3 апреля 2016 года оформил свой первый хет-трик в карьере, это случилось в матче против «Фрозиноне».
Уже в следующем сезоне Сусо стал твердым игроком основы «Милана». В 2017 году продлил контракт с «россонери». Вплоть до сезона 2019-20 Сусо был твердым игроком основы. Игрок был знаменит своими подачами с левой ноги и был лидером того кризисного «Милана». Испанец до сезона 2019-2020 каждый сезон набирал минимум 14 баллов по системе гол+пас . Однако Сусо зачастую в каждом сезоне сильно сдавал во второй половине сезона и не показывал столь яркую игру, какую он обычно показывал в первой половине сезона.
19 июня 2019 года главным тренером «Милана» стал Марко Джампаоло. Итальянский специалист не использовал схему 4-3-3 и пытался использовать схему с двумя нападающими. Тренер сначала пытался использовать Сусо в роли второго нападающего, а потом активно стал использовать его на позиции треквартисты. Но игрок показывал плохую игру как и вся команда. Джампаоло был уволен, а новый тренер клуба Стефано Пиоли на игрока особо и не рассчитывал.
29 января 2020 года стало известно, что испанская «Севилья» арендовала Сусо у «Милана» с опцией выкупа в случае, если испанцы попадут в Лигу Чемпионов по окончании сезона.  20 июня 2020 стало известно, что Севилья выкупила игрока у «Милана». Сумма трансфера составила 24 млн. евро + бонусы .

## Национальная сборная
Сусо играл за юношескую и молодёжную сборную Испании всех возрастов. В 2012 году в составе сборной для 19-летних выиграл чемпионат Европы. На молодёжном чемпионате мира 2013 был капитаном сборной.

## Достижения
«Милан»
- Обладатель Суперкубка Италии: 2016
- Финалист Кубка Италии: 2017/18

«Севилья»
- Победитель Лиги Европы УЕФА (2): 2019/20, 2022/23
- Финалист Суперкубка УЕФА (2): 2020, 2023